# Руайокур-э-Шельве
Руайоку́р-э-Шельве́ (фр. Royaucourt-et-Chailvet) — коммуна во Франции, находится в регионе Пикардия. Департамент коммуны — Эна. Входит в состав кантона Лан-1. Округ коммуны — Лан.
Код INSEE коммуны — 02661.

## Население
Население коммуны на 2010 год составляло 198 человек.
| 1962 | 1968 | 1975 | 1982 | 1990 | 1999 | 2010 |
| ---- | ---- | ---- | ---- | ---- | ---- | ---- |
| 176  | 157  | 155  | 163  | 201  | 177  | 198  |

## Экономика
В 2010 году среди 124 человек трудоспособного возраста (15—64 лет) 94 были экономически активными, 30 — неактивными (показатель активности — 75,8 %, в 1999 году было 71,3 %). Из 94 активных жителей работали 85 человек (45 мужчин и 40 женщин), безработных было 9 (4 мужчины и 5 женщин). Среди 30 неактивных 6 человек были учениками или студентами, 17 — пенсионерами, 7 были неактивными по другим причинам.